# Adolf Erman
Johann Peter Adolf Erman (31. října 1854, Berlín – 26. června 1937, Berlín) byl německý egyptolog. Pod jeho vedením vznikl Wörterbuch der ägyptischen Sprache, dodnes nepřekonaný slovník egyptštiny, který zůstává základním egyptologickým dílem. Vedle filologie a překládání staroegyptských literárních děl se věnoval také egyptskému náboženství.

## Dílo (výběr)
- Neuägyptische Grammatik (1880)
- Ägypten und ägyptisches Leben im Altertum (dva svazky; 1885 a 1887)
- Die Sprache des Papyrus Westcar (1889)
- Aegyptische Grammatik (1894) (4. vydání 1928)
- Die ägyptische Religion (1905)
- Die Literatur der Ägypter (1923)
- Wörterbuch der ägyptischen Sprache (s H. Grapow), 13 svazků (1926–1963)
- Mein Werden und mein Wirken (1929)
- Die Religion der Ägypter (1934)